# Neli Topałowa
Neli Atanasowa Topałowa (bułg. Нели Атанасова Топалова, ur. 1 września 1959 w Sofii) – bułgarska aktorka teatralna i filmowa oraz polityk. Karierę aktorską rozpoczęła w wieku 10 lat, kiedy po raz pierwszy pojawiła się na ekranie. Jest absolwentką Wyższej Szkoły Teatralno-Filmowej im. Krustjo Sarafowa w Sofii. Przez wiele lat występowała w teatrach w Gabrowie i Sofii. Zagrała w kilkudziesięciu filmach.
W wyborach prezydenckich w 2006 roku znalazła się w sztabie lewicowego generała Ljubena Petrowa. Topałowa była kandydatką na wiceprezydenta.